# Blanzac (Haute-Vienne)
Blanzac é uma comuna francesa na região administrativa da Nova Aquitânia, no departamento de Alto Vienne. Estende-se por uma área de 23,5 km². Em 2010 a comuna tinha 508 habitantes (densidade: 21,6 hab./km²).